# Abbazia di Salem
L'abbazia di Salem (Abtei o Reichsabtei Salem), conosciuto anche con il nome di Salmansweiler o con il termine latino Salomonis Villa, fu uno dei più importanti monasteri cistercensi in Germania, con sede a Salem, nel distretto di Bodensee a circa 10 km da Costanza, nel Baden-Württemberg, in Germania.

## Storia

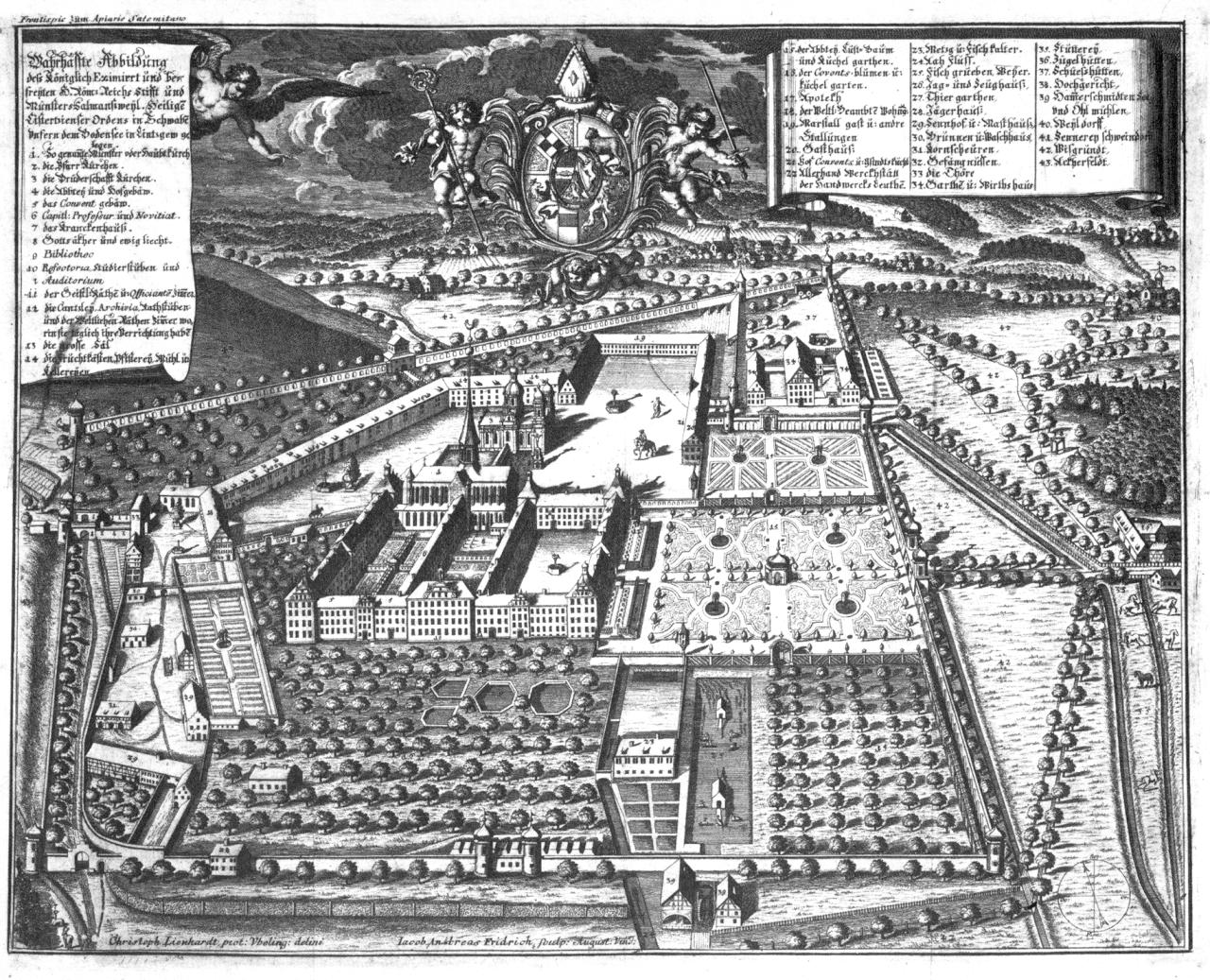
Incisione artistica sull'abbazia di Salem ad opera di Jacob Andreas Fridrich (1648–1751) da un disegno di Christoph Lienhardt (1648 – 1714), pubblicata nell'Apiarium Salemitanum, 1708.

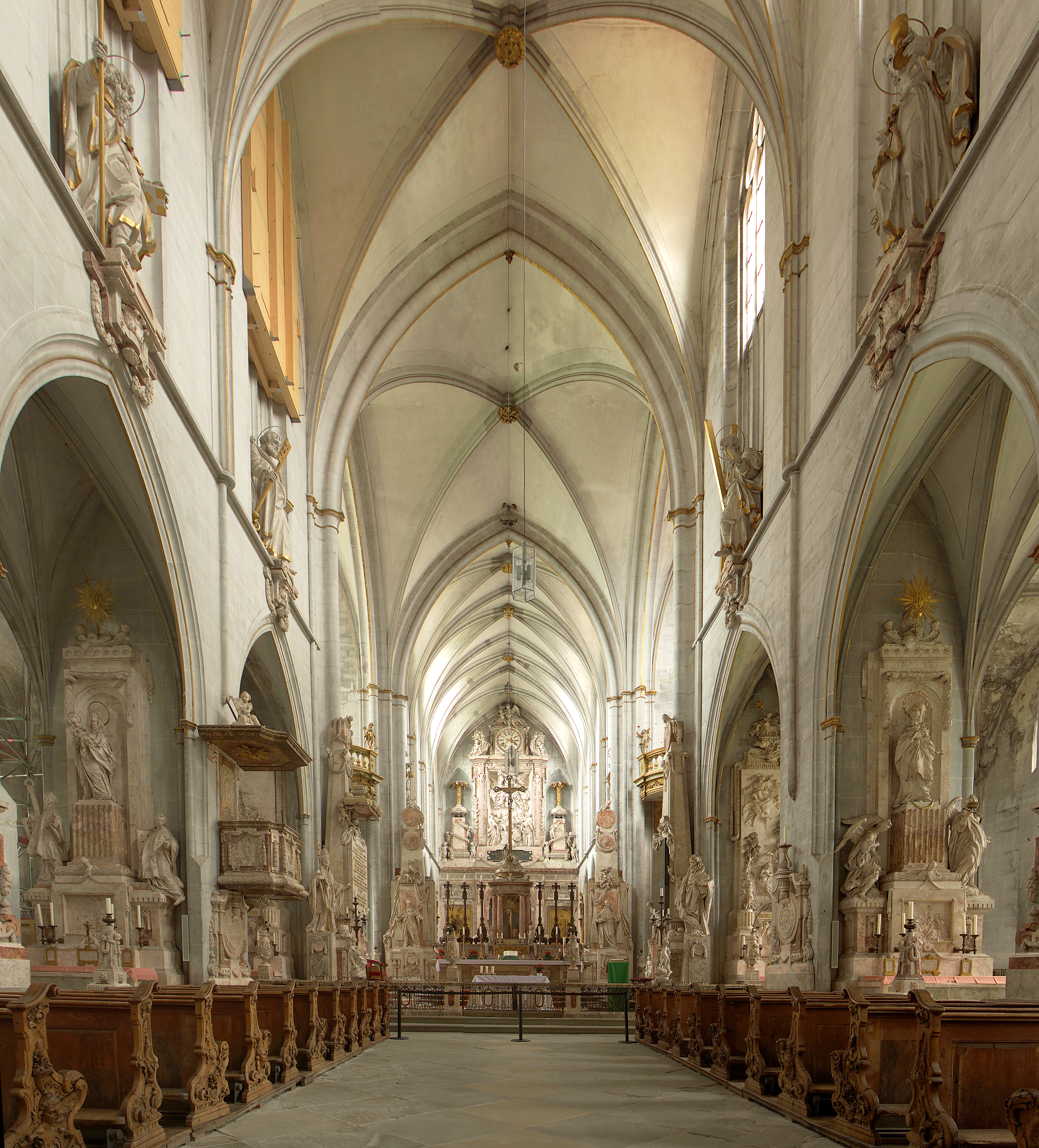
Cattedrale di Salem

L'abbazia venne fondata nel 1136 da Gunthram di Adelsreute (m. 1138) come casa filiale dell'Abbazia di Lützel in Alsazia, fondazione nella quale Gunthram era stato anche coinvolto. Lützel era a sua volta una casa filiale dell'abbazia di Bellevaux, a sua volta figlia dell'abbazia di Morimond (da non confondere con l'italiana Morimondo). Il beato Frowin di Bellevaux, compagno ed interprete di Bernardo di Chiaravalle, divenne primo abate di Salem. Egli aveva fatto la propria professione a Bellevaux e venne inviato dall'ordine a fondare Lützel, e questo in passato aveva originato delle problematiche in quanto si riteneva che Bellevaux avesse più influenza di Lützel.
L'abbazia presto divenne molto prospera, con grandi e magnificenti strutture erette in tre cortili differenti e con la costruzione di una splendida chiesa eretta tra il 1182 ed il 1311. Salem divenne nota per essere il più bel monastero della Germania, molto rinomata per la sua ospitalità. Tra i suoi grandi benefattori e patroni vi furono Corrado di Svevia e Federico Barbarossa. Questi pose l'abbazia sotto la sua speciale protezione dandole il titolo di abbazia imperiale (Reichsabtei o Reichskloster). Papa Innocenzo II, inoltre, le concesse il suo personale patronato.
Da questa abbazia partirono altre fondazioni quali l'abbazia di Raitenhauslach (1143), quella di Wettingen, o Stella Maris, (1227), e quella di Königsbronn (1303). Essa annoverava 285 monaci all'inizio del XIV secolo e il suo abate, dal 1454, ottenne il privilegio di conferire il suddiaconato ai suoi monaci.

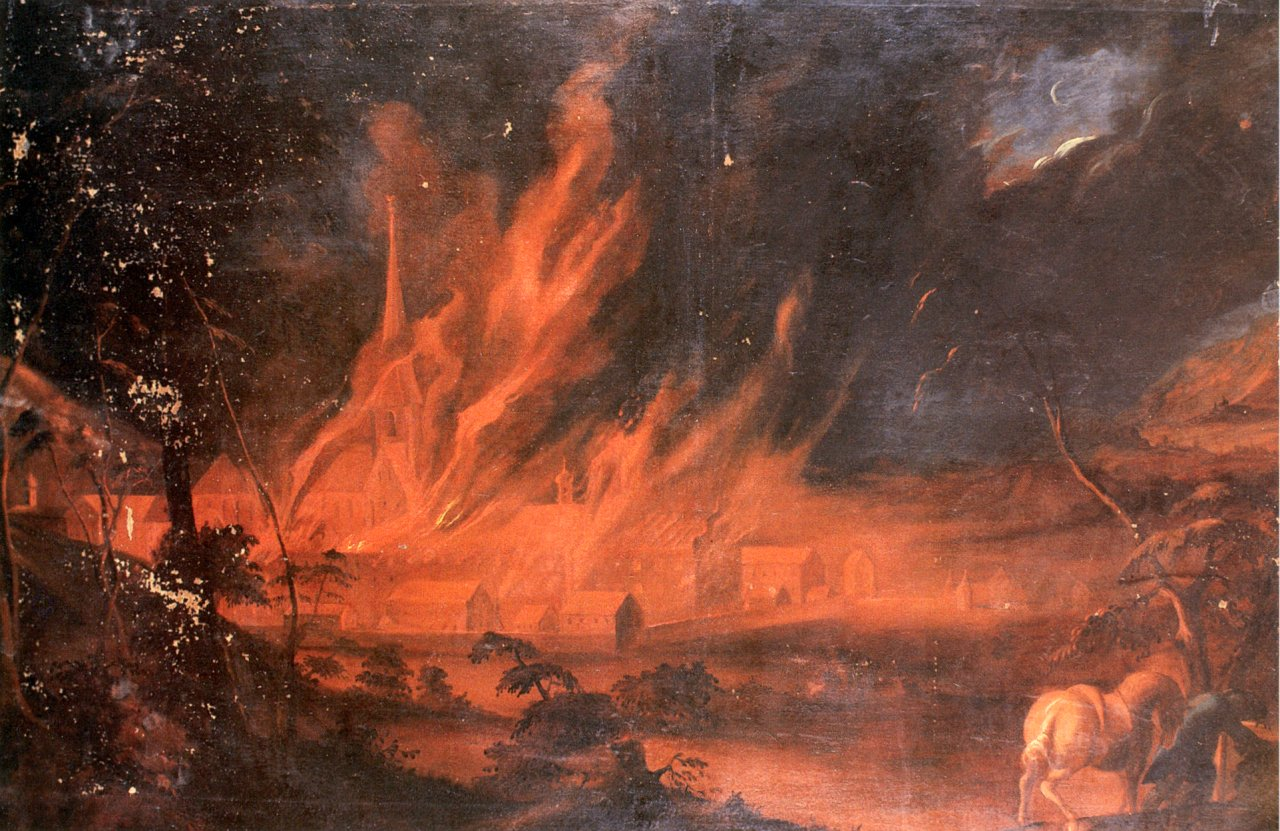
Andreas Brugger: Grande fuoco a Salem, 9 marzo 1697. Pittura ad olio.

L'abbazia andò lentamente ma progressivamente in declino, ad eccezione della chiesa abbaziale, che venne interamente distrutta da un incendio nel 1697 e venne ricostruita immediatamente, insieme a tutta l'abbazia, con uno stile barocco trionfante.
Tra il 1747 ed il 1750 venne anche costruito il Santuario di Birnau su progetto di Peter Thumb.
Caspar Oexle, come bibliotecario dell'abbazia, annoverava 30 000 volumi ed un gran numero di manoscritti e venne eletto abate nel marzo del 1802. Nel settembre di quello stesso anno, l'abbazia venne soppressa e passò al Baden, mentre la sua copiosa biblioteca venne in un primo tempo ceduta all'abbazia di Petershausen e infine venduta all'Università di Heidelberg.
La chiesa, conosciuta come Salemer Münster, è una struttura di stile gotico che scampò all'incendio del 1697 e divenne chiesa parrocchiale, ma la sua grandiosa torre di quindici campane, di cui la più grande aveva un peso di 10 quintali, venne distrutta tra il 1805 ed il 1807.
Con la mediatizzazione del 1803 il monastero venne soppresso ed i monaci vennero costretti a lasciare l'abbazia. Gli altri edifici vennero adibiti ad uso dei granduchi di Baden e vennero riuniti nel complesso denominato castello di Salem.
Dopo la caduta della monarchia, nel 1920, parte del castello venne acquistato per farne una scuola, la Schule Schloss Salem.